# VII CIAM
Il VII CIAM è stato il settimo Congresso Internazionale di Architettura Moderna tenutosi nel 1949 a Bergamo, segnando una tappa cruciale nella riflessione urbanistica del movimento moderno . Fu un evento significativo in cui si discusse il tema della ricostruzione post-bellica e si delinearono nuovi approcci alla progettazione urbana .
Tra i principali protagonisti del VII CIAM vi furono alcuni dei più influenti architetti del XX secolo, tra cui Le Corbusier, che ebbe un ruolo centrale nel dibattito . Al congresso parteciparono urbanisti, architetti e intellettuali provenienti da diverse nazioni, contribuendo a un confronto internazionale sui modelli di sviluppo urbano .
Uno dei temi più discussi fu la cosiddetta "Griglia del VII CIAM", uno schema di rappresentazione urbana che serviva a sistematizzare l'analisi delle città secondo criteri funzionali e sociali . Questo metodo di classificazione influenzò profondamente la pianificazione urbanistica negli anni successivi .

## Antefatti
Il Congresso del CIAM (Congrès Internationaux d'Architecture Moderne) del 1949, tenutosi a Bergamo, fu un evento cruciale per il movimento dell'architettura moderna. La sua organizzazione fu affidata ad un comitato dedicato, con l'obiettivo di coinvolgere la città in un evento di grande rilevanza internazionale, non solo attraverso la partecipazione di esperti del settore, ma anche coinvolgendo le autorità politiche, religiose e culturali, insieme alla stampa locale. Il comitato organizzativo ed esecutivo fu costituito con Nino Zucchelli come segretario e Pino Pizzigoni come presidente. La lista dei membri fu aggiornata più volte e includeva nomi noti come Pierluigi Nervi, Luigi Piccinato, Mario Ridolfi, e numerosi esponenti bergamaschi come Nestorio Sacchi e Tito Spini.

### Comitato Organizzativo
Il comitato organizzativo fu incaricato di coordinare le varie fasi del congresso, tra cui l’alloggio, i viaggi, i ricevimenti e l’allestimento delle mostre. Una delle principali preoccupazioni fu quella di reperire fondi per finanziare l’evento, e fu costituito un “Comitato d’Onore e di Ospitalità” a cui vennero invitati potenziali finanziatori. Le donazioni ammontarono a 1.520.000 lire, con i maggiori contributori come l'Italcementi (200.000 lire) e la Dalmine (150.000 lire), mentre molte altre piccole donazioni provennero da aziende locali e gruppi industriali. La campagna di raccolta fondi si rivelò determinante per il successo dell’organizzazione.

### Allestimento della Mostra
Un elemento distintivo del congresso fu l’allestimento della mostra dei progetti, curato da Franco Albini e Nestorio Sacchi. La mostra si tenne nel Palazzo della Ragione e presentava una disposizione semplice e funzionale: i progetti vennero esposti su pannelli rigidi sospesi tramite cavi alle capriate del salone. Ogni pannello ospitava due tavole, per un totale di 28 progetti esposti. La configurazione della mostra, basata sulla Griglia CIAM, consentì una rapida installazione e mostrò l’applicazione dei principi di progettazione che erano al centro della discussione del congresso.

### Il Programma e gli Eventi Collaterali
Il programma del congresso subì diverse modifiche a causa di difficoltà logistiche e organizzative, tra cui la cancellazione di numerosi eventi e visite. Tuttavia, il congresso si caratterizzò per una serie di visite a importanti luoghi industriali, come l'Istituto Sperimentale per Applicazioni in Calcestruzzo (ISAC) dell'Italcementi, che ospitò i delegati il 29 luglio, e gli stabilimenti della Dalmine, che li accolsero il 25 luglio. Questi eventi, insieme a pranzi e cene organizzati nei migliori ristoranti di Bergamo, contribuirono a rendere l’evento un’occasione di scambio e di rafforzamento dei legami tra i professionisti del settore.

### Aspetti Istituzionali e Diplomatici
Il congresso del CIAM 7 fu anche un evento di rilievo per la città di Bergamo e per l'Italia, tanto che il Sindaco Enrico Rinaldi invitò il Presidente del Consiglio Alcide de Gasperi ad inaugurare l’apertura del congresso. Sebbene de Gasperi non poté partecipare, il governo fu rappresentato dal Ministro dei Lavori Pubblici, Umberto Tupini. Le immagini dell’inaugurazione, che ritraevano Tupini insieme a Ernesto N. Rogers e Piero Bottoni, sono diventate simboliche dell'importanza dell'evento per il paese.

### Griglia del CIAM
La Griglia del CIAM (Grille CIAM) è uno strumento grafico e analitico ideato nel 1948 dal gruppo francese dei Congrès Internationaux d'Architecture Moderne (CIAM), noto come ASCORAL (Assemblée des Constructeurs pour une Rénovation Architecturale). Questo strumento fu sviluppato in preparazione del settimo congresso CIAM (CIAM 7) di Bergamo, con l'obiettivo di uniformare la presentazione dei progetti urbanistici proposti dai diversi gruppi nazionali.
La Griglia CIAM del 1948 rappresentò un tentativo pionieristico di sistematizzare l'analisi e la progettazione urbana, anticipando metodi di data visualization e approcci analitici interdisciplinari. Il suo impatto si estese oltre il CIAM 7, influenzando strumenti di pianificazione urbana e metodologie di rappresentazione grafica dell’architettura e della città.

#### Contesto e nascita
Alla fine del CIAM 6, tenutosi a Bridgewater nel 1947, la commissione di preparazione del successivo congresso espose la necessità di individuare una metodologia standardizzata per la presentazione dei progetti urbanistici. Fino ad allora, ogni gruppo nazionale utilizzava formati e metodi di esposizione differenti, rendendo difficile un'analisi comparativa efficace.Per risolvere questa problematica, Le Corbusier, insieme all’ASCORAL, propose la creazione di una Griglia che consentisse di rappresentare i progetti in modo chiaro e strutturato, garantendo al tempo stesso:
- Comprensibilità per il grande pubblico
- Analisi e sintesi immediata per gli specialisti
- Visione d'insieme per i politici
- Metodologia specifica per professionisti del settore (architetti e urbanisti)[1]

Nel maggio 1948, una prima versione della Griglia CIAM fu presentata a Vienna per una valutazione preliminare e per raccogliere eventuali suggerimenti. Il formato definitivo venne approvato dal consiglio dei CIAM durante la sessione pasquale del 1948.

#### Struttura della Griglia
La Griglia CIAM è costituita da un insieme di righe e colonne, che permettono di classificare i progetti urbanistici in base a diversi aspetti analitici.
Le righe rappresentano nove categorie di analisi, con l'aggiunta di una decima riga per eventuali elementi non contemplati nelle categorie precedenti. Inoltre, sono presenti due righe dedicate alla valutazione della reazione degli utenti ai progetti presentati.
Le colonne si basano sulle quattro funzioni fondamentali della Carta di Atene (1933):
- Abitare
- Lavorare
- Coltivare il corpo e lo spirito
- Circolare[1]

A queste si aggiunge una quinta colonna per eventuali funzioni non previste dalle prime quattro.

#### Metodo di compilazione
Ogni incrocio tra righe e colonne individua una specifica combinazione tra funzione urbanistica e aspetto analizzato. Le informazioni vengono rappresentate attraverso tavole grafiche in formato 21 × 33 cm, contenenti:
- Disegni, grafici o fotografie
- Testi esplicativi
- Legende con informazioni essenziali[1]

La legenda comprende inoltre un contrassegno a colori, con quattro linee che corrispondono alle quattro funzioni della Carta di Atene. L'utente deve indicare quale funzione prevale nel documento inserito e, se necessario, segnalare altre funzioni con una colorazione parziale.

#### Il "Ventaglio" tematico del CIAM 7
In vista del CIAM 7, la commissione dell’ASCORAL propose un ventaglio di temi urbanistici assegnati ai vari gruppi nazionali. L'obiettivo era quello di coprire in modo equilibrato le problematiche urbanistiche del tempo ed evitare ridondanze.Ogni gruppo era chiamato a presentare i propri progetti all'interno della Griglia CIAM, favorendo una documentazione organica e sistematica delle condizioni urbanistiche dei vari paesi partecipanti.

#### Applicazione e influenza
La Griglia CIAM rappresentò un'innovazione metodologica nella pianificazione urbana e nell'analisi urbanistica, offrendo un modello di lettura strutturata dei fenomeni urbani. Essa permise di:
- Standardizzare la presentazione dei progetti nei congressi CIAM
- Facilitare il confronto tra progetti urbanistici di diversi contesti nazionali
- Offrire una visione sistematica delle problematiche urbane contemporanee[1]

Nel corso degli anni, la metodologia introdotta dalla Griglia CIAM ha influenzato diversi strumenti di pianificazione urbanistica, ispirando pratiche di analisi urbana e progettazione partecipata.

#### Considerazioni teoriche
L’uso della Griglia CIAM si inserisce in un più ampio dibattito sull’urbanistica moderna, evidenziando il rapporto tra architettura, tecnica e società. Le istruzioni allegate alla griglia riflettono questa visione, ponendo l’accento su:
- Il controllo della tecnica da parte dell’uomo (e non viceversa)
- La necessità di una pianificazione urbanistica razionale
- Il rapporto tra individuo e collettività
- L’importanza di un’etica della solidarietà urbana
- La gestione delle risorse energetiche, con riferimento alle potenzialità dell’energia idroelettrica e atomica[1]

## I lavori del congresso
Il congresso ebbe luogo dal 22 al 30 luglio 1949, in due sedi principali: la Biblioteca e il Palazzo della Ragione di Bergamo. Il 22 luglio, il Consiglio del CIAM si riunì per discutere l'ordine del giorno e i programmi di lavoro nelle diverse commissioni. Durante questa riunione, i membri del Consiglio, tra cui Honegger, Giedion, Sert, Le Corbusier, Rogers e Steiger, furono fotografati mentre ammiravano Piazza Vecchia dalla finestra della Biblioteca.

### Apertura dei lavori
Il 24 luglio 1949, il congresso ebbe il suo inizio ufficiale. Il Ministro dei Lavori Pubblici italiano, Umberto Tupini, rappresentò il governo italiano, salendo la scalinata del Palazzo della Ragione per raggiungere la Sala delle Capriate. Il sindaco di Bergamo, Ferruccio Galmozzi, aprì la giornata con un saluto di benvenuto. Successivamente, Piero Bottoni, delegato italiano del CIAM, tenne un discorso che ricordò i membri fondatori italiani del CIAM, Giuseppe Terragni e Gianluigi Banfi, e sottolineò il ruolo fondamentale del gruppo italiano nell'organizzazione del congresso.Il presidente del CIAM, Josep Lluis Sert, pronunciò una relazione introduttiva, in cui delineò i temi principali del congresso: l'applicazione dei principi della Carta di Atene nei piani urbanistici, la sintesi delle arti plastiche e la riforma dell'insegnamento dell'architettura e dell'urbanistica. A seguire, Le Corbusier intervenne per spiegare la "Griglia CIAM", definendola uno strumento di lavoro e presentando i piani urbanistici come una forma di "poesia in raccoglitori".

### Lavori delle commissioni
I lavori si svilupparono principalmente nelle commissioni e nelle riunioni plenarie. La prima commissione si concentrò sullo studio comparativo dei piani urbanistici esposti, con discussioni animate tra i delegati. Durante questa fase, Le Corbusier fu fotografato al centro della scena, circondato dalle griglie urbanistiche.Il 30 luglio, alla seduta plenaria finale, partecipò come ospite d'onore Eugène Claudius-Petit, ministro francese della Ricostruzione e dell’Urbanistica. Claudius-Petit lodò il ruolo degli architetti come "artigiani della felicità", sottolineando l'importanza del loro lavoro nella creazione di spazi che possano migliorare la qualità della vita delle persone.In una relazione successiva, Van Eesteren sintetizzò i lavori svolti nella commissione preparatoria per il prossimo congresso, mentre Ernesto N. Rogers presentò le conclusioni della commissione dedicata alla riforma dell'insegnamento dell'architettura e dell'urbanistica.

### Allestimento e innovazioni
Un aspetto particolare di questo congresso fu l'allestimento curato da Franco Albini e Nestorio Sacchi. Le griglie, utilizzate per esporre i piani urbanistici, furono appese alle capriate della Sala delle Capriate, creando uno spazio di grande impatto visivo. Sebbene il montaggio dei documenti nelle griglie fosse talvolta approssimativo, il dispositivo di allestimento rappresentò un esempio di innovazione nell’organizzazione delle esposizioni.

## Dopo il congresso
La conclusione del CIAM 7, che si svolse a Bergamo nel luglio del 1949, non segnò solo la fine di un'importante manifestazione per l’architettura moderna, ma anche l’inizio di una serie di riflessioni e attività che segnarono il post-evento, con un'interessante evoluzione delle relazioni tra i membri del CIAM e la città di Bergamo.

### Riconoscimenti e gratitudine
Già alla fine del congresso, il 30 luglio 1949, il Consiglio Direttivo del CIAM, composto da figure di rilievo come Le Corbusier, Sert, Sigfried Giedion e Hélène Syrkus, espresse il proprio apprezzamento per l'ospitalità ricevuta. In un messaggio ufficiale, il Consiglio ringraziò sentitamente il Comitato Organizzatore, le Autorità locali e i cittadini per l’accoglienza calorosa e l'efficiente gestione dell’evento. Il messaggio sottolineava quanto Bergamo, con la sua bellezza e la sua accoglienza, avesse lasciato un segno indelebile nei partecipanti.

### Apprezzamento per Bergamo
Nel corso del congresso, molti dei delegati avevano espresso elogi per la città, riconoscendo la sua eleganza e la tranquillità del suo centro storico. Questo apprezzamento divenne un tema ricorrente anche nelle comunicazioni successive. Il 5 agosto 1949, i delegati italiani Piero Bottoni ed Enrico Peressutti, in una lettera a Pino Pizzigoni e Nino Zucchelli, ribadirono il merito di Bergamo nella buona riuscita dell'evento, elogiando la città per la sua bellezza e la sua genuina ospitalità. In particolare, si sottolineava come la città avesse ispirato i lavori del congresso e contribuito a creare un’atmosfera positiva e produttiva.Anche successivamente, nella fase di preparazione del CIAM 8, che si sarebbe svolto a Hoddesdon nel 1951, i membri del CIAM continuarono a ricordare con affetto l’esperienza bergamasca. Il 31 agosto 1949, il gruppo dirigente del CIAM, riunito a Londra, inviò una cartolina a Nino Zucchelli per ringraziarlo del supporto ricevuto, ricordando con piacere il soggiorno a Bergamo e le amicizie stabilite durante il congresso.

### Le difficoltà logistiche e la gestione dei progetti
Nonostante i successi del congresso, il post-evento fu segnato da alcune difficoltà logistiche legate alla gestione dei materiali presentati durante le esposizioni. Le casse contenenti i progetti, tra cui le 28 Griglie presentate nel Salone del Palazzo della Ragione, suscitarono numerosi interrogativi. Alcuni dei progetti furono spediti ad altre città italiane, come Genova e Venezia, ma la sorte di molte altre casse rimase incerta. Nel settembre 1949, una lettera della ditta di trasporti internazionali Jacky, Maeder & Co. chiese la “bolletta temporanea di importazione” per una delle casse, suggerendo che alcuni materiali erano ancora in attesa di essere spediti. Il 20 dicembre dello stesso anno, Enrico Peressutti scrisse a Nino Zucchelli chiedendo chiarimenti su alcune casse che avrebbero dovuto essere fotografate per documentare i progetti, indicando che le fotografie dovevano essere pronte entro gennaio 1950 per essere inviate agli autori.Le difficoltà nel recupero e nell'organizzazione del materiale dimostrano come anche un evento di portata internazionale come il CIAM 7 fosse accompagnato da complessità organizzative che continuarono a pesare nei mesi successivi.

### Aspetti finanziari e logistici
In aggiunta alle difficoltà logistiche, ci furono anche questioni legate ai costi e alla gestione delle risorse per le escursioni fuori Bergamo. Il 4 agosto 1949, Nino Zucchelli e Pino Pizzigoni scrissero a Piero Bottoni e Pietro Lingeri per richiedere il pagamento dei costi del noleggio degli autobus per le escursioni a Milano e Como. La cifra per l’escursione a Como, inizialmente concordata in 35.000 Lire, dovette essere incrementata a 63.000 Lire a causa della necessità di noleggiare un secondo autobus, costringendo gli organizzatori a sollecitare il pagamento. Questi scambi finanziari evidenziano la natura informale e talvolta complicata delle pratiche organizzative, in un periodo di grande fermento per il movimento moderno.

### Una lunga corrispondenza
L’eredità del CIAM 7 continuò a vivere anche dopo il congresso, grazie al costante scambio di comunicazioni tra i membri del CIAM e le istituzioni locali. Il 23 novembre 1950, Pino Pizzigoni, che nel frattempo era diventato direttore della nuova rivista La Gazzetta di Bergamo, inviò una lettera a Le Corbusier, invitandolo a contribuire con un articolo sulla città di Bergamo. La richiesta era motivata dalla convinzione che una collaborazione con Le Corbusier avrebbe potuto dare una forte spinta alla cultura architettonica locale, consolidando il legame tra la città e il movimento moderno. La lettera, curiosamente indirizzata al cantiere dell’Unité d’Habitation di Marsiglia invece che allo studio parigino di Le Corbusier, evidenziava l’importanza della collaborazione internazionale e il desiderio di continuare il dialogo avviato durante il congresso.

## Eredità e influenza
Il VII CIAM ebbe un impatto significativo sulla cultura architettonica e urbanistica del dopoguerra . Le idee discusse durante il congresso contribuirono allo sviluppo di una visione più strutturata della pianificazione urbana e alla diffusione dei principi del funzionalismo nell'architettura moderna .In particolare, la griglia del VII CIAM divenne uno strumento fondamentale per la rappresentazione e l'analisi delle città, ispirando numerosi progetti successivi in Europa e oltre .